# Араси (муниципалитет)
Араси (порт. Araci)  —  муниципалитет в Бразилии, входит в штат Баия. Составная часть мезорегиона Северо-восток штата Баия. Входит в экономико-статистический микрорегион Серринья. Население составляет 57 649 человек на 2006 год. Занимает площадь 1524,068 км². Плотность населения — 32,3 чел./км².

## Статистика
- Валовой внутренний продукт на 2003 год составляет 71 501 587,00 реалов (данные: Бразильский институт географии и статистики).
- Валовой внутренний продукт на душу населения на 2003 год составляет 1475,23 реалов (данные: Бразильский институт географии и статистики).
- Индекс развития человеческого потенциала на 2000 год составляет 0,557 (данные: Программа развития ООН).